# Swiss Lady
Swiss Lady – singiel szwajcarskiego zespołu muzycznego Pepe Lienhard Band napisany przez Petera Rebera, wydany w 1976 roku oraz umieszczony na drugiej płycie studyjnej grupy o tym samym tytule z 1977 roku.
W styczniu 1977 roku utwór wygrał finał szwajcarskich eliminacji eurowizyjnych po zdobyciu największego poparcia jurorów, dzięki czemu został wybrany na propozycję reprezentującą Szwajcarię w 22. Konkursie Piosenki Eurowizji organizowanym w Londynie. 7 maja został zaprezentowany przez zespół w finale widowiska i zajął ostatecznie szóste miejsce z 71 punktami na koncie.

## Lista utworów
7” winyl (Szwajcaria)
1. „Swiss Lady” – 2:58
2. „Friends” – 3:27

7” winyl (Niemcy)
1. „Swiss Lady” (German Version) – 2:58
2. „Warum” – 2:50

7” winyl (Belgia)
1. „Swiss Lady” – 2:58
2. „Shiny Red Balloon” – 2:50